# India en los Juegos Paralímpicos de Barcelona 1992
India estuvo representada en los Juegos Paralímpicos de Barcelona 1992 por nueve deportistas, siete hombres y dos mujeres. El equipo paralímpico indio no obtuvo ninguna medalla en estos Juegos.